# Thymus serrulatus
Thymus serrulatus — вид рослин родини глухокропивові (Lamiaceae), ендемік ефіопського високогір'я (зх. Еритрея, Ефіопія). Це один з двох видів чебреців на південь від Сахари. Інший вид — Thymus schimperi є меншим і має цілі листові пластини.

## Опис
Низький напівчагарник з висхідними або лежачими стеблами з кінцевим суцвіттям, висотою 5–20(30) см. Листки протилежні, сидячі, від яйцюватих до ланцетних, 1.5–2 см, міцні, клиноподібні на основі, гостро зубчасті, війчасті, з чорними цятками-залозами. Кільця зливаються в щільні кулясті квіткові голови. Чашечка довжиною 4 мм, зуби гострі, довші за трубку. Віночок двоярусний, вдвічі довший, ніж чашечка, рожевий. Тичинок 4. Плоди м'ясисті, довжиною ≈ 3 см, апельсинового забарвлення.

## Поширення
Ендемік ефіопського високогір'я (зх. Еритрея, Ефіопія).
Населяє низькі трав'янисті місцевості на дрібних ґрунтах на скелястих схилах гірської та альпійської зон, 3200–4000 м н.р.м..